# Fosforibozilaminoimidazolna karboksilaza
Fosforibozilaminoimidazolna karboksilaza (EC 4.1.1.21, 5-fosforibozil-5-aminoimidazolna karboksilaza, 5-amino-1-ribozilimidazol 5-fosfatna karboksilaza, AIR karboksilaza, 1-(5-fosforibozil)-5-amino-4-imidazolkarboksilatna karboksi-lijaza, ADE2, klasa II PurE, 5-amino-1-(5-fosfo--ribozil)imidazol-4-karboksilatna karboksi-lijaza) je enzim sa sistematskim imenom 5-amino-1-(5-fosfo--ribozil)imidazol-4-karboksilat karboksi-lijaza (formira 5-amino-1-(5-fosfo--ribozil)imidazol). Ovaj enzim katalizuje sledeću hemijsku reakciju
5-amino-1-(5-fosfo--ribozil)imidazol-4-karboksilat {\displaystyle \rightleftharpoons } 5-amino-1-(5-fosfo--ribozil)imidazol + CO2
Ova reakcija se odvija u kičmenjacima tokom purinske biosinteza.

## Literatura
- Nicholas C. Price; Lewis Stevens (1999). Fundamentals of Enzymology: The Cell and Molecular Biology of Catalytic Proteins (Third изд.). USA: Oxford University Press. ISBN 019850229X.
- Eric J. Toone (2006). Advances in Enzymology and Related Areas of Molecular Biology, Protein Evolution (Volume 75 изд.). Wiley-Interscience. ISBN 0471205036.
- Branden C; Tooze J. Introduction to Protein Structure. New York, NY: Garland Publishing. ISBN 0-8153-2305-0.
- Irwin H. Segel. Enzyme Kinetics: Behavior and Analysis of Rapid Equilibrium and Steady-State Enzyme Systems (Book 44 изд.). Wiley Classics Library. ISBN 0471303097.

## Spoljašnje veze
- Phosphoribosylaminoimidazole+carboxylase на 